# Гуадзора
Гуадзо̀ра (на италиански: Guazzora; на пиемонтски: la Guassura, ла Гуасура) е село и община в Северна Италия, провинция Алесандрия, регион Пиемонт. Разположено е на 78 m надморска височина. Населението на общината е 322 души (към 2010 г.).